# لايف ساينس (موقع)
لايف ساينس live science هو موقع إخباري للعلوم تديره مجموعة بورش، والذي تم شراؤه من شركة إيماجينوفا Imaginova في عام 2009. عادةً ما تتم مشاركة القصص والتعليقات التحريرية على منافذ الأخبار الرئيسية مثل ياهو ، وإم إس إن بي سي MSNBC، وإيه أو إل AOL، وفوكس نيوز.
تم إطلاق موقع لايف ساينس في الأصل عام 2004 بثلاثة أعضاء فقط في الفريق، ولكن تم إغلاقه لاحقًا وإعادة إطلاقه في عام 2007. يغطي موقع لايف ساينس الإكتشافات العلمية والمشاريع البحثية والحقائق الفردية من جميع أنحاء العالم في شكل مجلة إلكترونية عبر الإنترنت.
حصل الموقع على جائزة ويبي كأحد المكرمين في فئة العلوم في عامي 2008 و2010. وقد حصلت عليها شبكة تك ميديا Tech Media، التي تُسمى الآن مجموعة بورش، في عام 2009.
وبدءًا من عام 2010، نجحت قناة لايف ساينس Live Science في تدشين مواقع شقيقة لتغطية ثلاثة من أكثر المواضيع شيوعًا في الموقع بتعمق أكبر: لايف ليتل ميستريز Life’s Little Mysteries وماي هيلثي ديلي نيوز MyHealthNewsDaily وأور أمزينج بلانيت Our Amazing Planet. في ربيع عام 2013 تم إرجاع المواقع إلى Live Science لجعله أكثر فائدة (وأكثر قابلية للإدارة).
في منتصف عام 2013 ، أطلق Live Science قسمًا مفتوحًا باسم صوت الخبراء Expert Voices، والذي نما منذ ذلك الحين ليشمل العشرات من المساهمين الخبراء كل شهر بما في ذلك الباحثون والمؤرخون ورواد الفضاء ومؤلفو الكتب. في وقت لاحق من ذلك العام، بدأ الموقع بمراجعة منتجات هيلث تك Health Tech بما في ذلك متتبعو اللياقة البدنية وساعات GPS وأجهزة مراقبة معدل ضربات القلب.
التزم الموقع بمراجعات المنتجات بنفس الاستقلالية والنزاهة في التحقيقات الصحفية التي يشتهر بها الموقع. يعمل موظفو الموقع من المراسلين العلميين - العديد منهم حاصلون على درجات علمية في العلوم بالإضافة إلى درجاتهم في الصحافة - في موقع فريد لإلقاء الضوء على أي ادعاءات تتعلق بالعلوم أو الصحة من قبل الشركات المصنعة.

## روابط خارجية
- الموقع الرسمي